# El hotel de las mil y una estrellas
El hotel de las mil y una estrellas fue un programa de televisión emitido por TVE en la noche de los viernes durante la temporada 1978-1979.

## Formato
El espacio - que había sido programado en sustitución del exitoso Cantares - combinaba ficción, música y espectáculo. El conductor del programa, el cantante Luis Aguilé, se convertía, en el primer programa, en director de un hotel - propiedad de su tía - de estilo caduco y rancio de principios del siglo XX, que sin embargo conservaba aun parte de su encanto. Junto al resto de personal se propone luchar contra la Agencia Thomsom, la ambiciosa inmobiliaria multinacional, que pretende hacerse con el solar para levantar una promoción de pisos de lujo.
Cada semana llegaba como invitado al hotel una estrella de la canción o el espectáculo, de forma que el programa se componía de la trama cómica combinada con números musicales de Luis Aguilé y su invitado.
La música corrió a cargo del compositor Adolfo Waitzman, mientras que los números musicales estaban acompañados por 16 bailarines coreografiados por Ricardo Ferrante.
El programa fue retirado de la pantalla con motivo de un strip-tease realizado por la actriz Eva León en febrero de 1979.

## Reparto
- Luis Aguilé
- Maria Elías...María
- María Elena Flores...Virtudes
- Tito García...Teddy
- Eva León...Miss Julie
- Inés Morales...La Señorita Oh
- Emiliano Redondo...El Conde
- Luisa Rodrigo...Doña Estrella
- Francisco Casares...Feli
- Jesús Sastre...Manolo
- Andrea Del Boca...Cristina

## Equipo Técnico
- Dirección: Jesús Yagüe.
- Música: Adolfo Waitzman.
- Guiones: Carlos Pumares, Joaquín Parejo.

## Artistas invitados
Entre los artistas que pasaron por el programa figuran:
- Bibi Andersen (8 de diciembre de 1978).
- Ángela Carrasco (15 de diciembre de 1978).
- Junior (29 de diciembre de 1978).
- Yolanda Farr (5 de enero de 1979).
- Manolo Gómez Bur (12 de enero de 1979).
- Rocío Dúrcal (19 de enero de 1979).
- Esperanza Roy (26 de enero de 1979).
- Micky y Pepe Ruiz (2 de febrero de 1979).
- Mayra Gómez Kemp y José Sancho (9 de febrero de 1979).